# متازول
متازول (به انگلیسی: Methazole) با فرمول شیمیایی C۹H۶Cl۲N۲O۳ یک ترکیب شیمیایی با شناسه پاب‌کم ۴۶۹۰ است؛ که جرم مولی آن ۲۶۱٫۰۶۱ g/mol می‌باشد.